# عصوية ذهبية محللة لليوريا
عصوية ذهبية محللة لليوريا (الاسم العلمي: Chryseobacterium ureilyticum) هي نوع من البكتيريا، سلبية الغرام، تتبع جنس عصوية ذهبية.